# Bulbophyllum ankylochele
Bulbophyllum ankylochele är en orkidéart som beskrevs av Jaap J. Vermeulen. Bulbophyllum ankylochele ingår i släktet Bulbophyllum och familjen orkidéer. Inga underarter finns listade i Catalogue of Life.